# Idade do Cobre
Idade do Cobre, ou Calcolítico (do grego Χαλκός, transl. khalkos, "cobre" + λίθος, transl. líthos, "pedra"), é um dos períodos da proto-história, situado cronologicamente entre o Neolítico e a Idade do Bronze (aproximadamente 3300 a 1200 a.C.). O termo também pode ser utilizado para denominar algumas sociedades que apresentaram manifestações culturais diferenciadas durante este período.
O bronze é uma liga metálica composta de cobre e estanho. Antes de se generalizar o uso do bronze, o cobre era o metal mais utilizado, tendo esse período sido chamado de calcolítico. Há quem não aceite esta designação, argumentando que a fundição de cobre não é mais do que o bronze natural. Mesmo assim, a denominação é aceita, pois diferencia os períodos nos quais o bronze era forjado naturalmente da era em que o bronze começou a ser forjado artificialmente e com o recurso do estanho. O sítio arqueológico de Belovode, na montanha Rudnik, na Sérvia, contém a mais antiga evidência segura no mundo de cobre fundido, datado de c. 5000 a.C.

## Fatores históricos e sociais que deram origem à Idade do Cobre
O desenvolvimento da economia durante o Neolítico levou ao desenvolvimento desigual das capacidades de produção e aumentou o regionalismo e variabilidade dos grupos humanos, transformando o mundo em um mosaico de diferentes tradições.
Quando os animais começam a ser usados para tração e transporte e não apenas para alimento inicia-se a Revolução neolítica. ficando então aberto o caminho para um conjunto de inovações tecnológicas, tais como o arado, a roda, o carro de bois, o uso do cavalo para montar e, por último, a metalurgia. Estas mudanças refletem-se sobre o desenvolvimento agrícola, o comércio à distância e o contato entre os diversos povos e as suas culturas.
O excesso de alimentos permite o aparecimento de trabalhos especializados e possibilitam a diversidade dos ofícios que vão progressivamente afastando do trabalho rural, formando uma teia social cada vez mais complexa e uma nova hierarquia de direitos sobre a propriedade e a estratificação de estatutos políticos e religiosos.
Desse modo o controle dos territórios e dos minérios moldou as relações dos grupos humanos entre si, levando ao aumento da tensão entre os grupos, o que leva a um comportamento guerreiro que assegura a ordem das coisas.

## Na Península Ibérica
A navegação marítima, que provém do leste do mar Mediterrâneo e das ilhas do Egeu, possibilita o contato entre o extremo oeste e o leste da Europa, abrindo a via dos contatos económicos e culturais que contribuem para a definição da Idade do Cobre.
Os rios são usados como vias de comunicação, e o uso de irrigação artificial, permite aumentar a produtividade de territórios com solos pobres, causando as comunidades restringirem-se a um espaço, aumentando assim a identidade de cada grupo, bem como as suas rivalidades e, com elas, a necessidade de defesa.
Deste modo usa-se largamente o arco e flecha e constroem-se muralhas com torres e bastiões redondos, uma arquitetura de combate encontrada em o mundo mediterrânico.

### Em Portugal
Dentre exemplos típicos desta Idade do Cobre espalhados por inúmeras povoações por todo o sudoeste ibérico, na Área Metropolitana de Lisboa destacam-se, entre outros:
- Povoado Fortificado de Leceia no Concelho de Oeiras, Freguesia de Barcarena sendo a povoação mais próxima Leceia;
- Povoado Fortificado de Vila Nova de São Pedro no Concelho da Azambuja, Freguesia de Vila Nova de S. Pedro ficando o mesmo perto desta povoação;
- Necrópole de Carenque no Concelho da Amadora, Freguesia de Carenque ficando perto desta povoação;
- Villa Romana de Freiria no Concelho de Cascais, Freguesia de São Domingos de Rana sendo a povoação mais próxima Freiria.
- Povoado do Porto Torrão, na localidade e concelho de Ferreira do Alentejo